# NGC 183
NGC 183 je galaksija u zviježđu Andromeda.

## Vanjske poveznice
- SEDS: NGC 0183